# New Bedford Whalers
I New Bedford Whalers Soccer Club era una società calcistica statunitense con sede a New Bedford.

## Storia
Il soccer nel New England e a New Bedford in particolare era già presente tra la fine del '800 agli inizi del '900 con gli Brooklawn Villa Football Club (1897), The Elms (1904-1905), Albion A. C. (1905), Y.M.C.T.A. (Young Men's Christian Temperance Association, 1910).

### New Bedford Whalers (1913-1918)
Fondata nel settembre 1913 da John A. Fernley, Albert W. Keane, Harold H. Williamson, William Beardsworth e William McHugh, i primi Whalers originariamente erano conosciuti come New Bedford FC o New Bedford Soccer Foot Ball Club, e gareggiarono nella Southern New England Soccer League tra il 1914 e il 1918.
Subito dopo la loro fondazione riuscirono a competere anche per il Nazionale Challenge Cup del 1914 raggiungendo le semifinali e venendo battuti dai futuri campioni dei Brooklyn Field Club.
Successivamente scelsero la denominazione Whalers dal 1915 proprio nel loro primo anno nella SNESL e vincendo il campionato, ripetendosi nel 1917.

### New Bedford Whalers (1924-1931)
Nel 1924 i Whalers vennero rifondati da ex membri dei Fall River Rovers per aderire alla American Soccer League dove riuscirono ad arrivare secondi nel 1926 ed in finale nel 1928 (battuti dai Boston Soccer Club) sviluppando una forte rivalità con i Fall River F.C..
Nel 1926 vinsero il loro unico trofeo quando sconfissero New York Giants nelle finali della Lewis Cup e contemporaneamente giocare anche nella International Soccer League con squadre canadesi e statunitensi.
Nel 1929 videro i balenieri gareggiare prima nella ASL e successivamente nella ESL. Alla lotta interna al soccer statunitense s'aggiunse la Grande depressione che tolse supporti economici a molte squadre che non riuscirono a completare la stagione del 1931.
La crisi coinvolse anche la squadra del Massachusetts che il 19 aprile del 1931 si unì con i Fall River FC.

### New Bedford Whalers (1931-1932)
La terza edizione dei Whalers si fece attendere: Sam Mark (Sam Markelevitch) proprietario dei Fall River F.C. dopo l'insuccesso del trasferimento a New York (i New York Yankees erano il prodotto della fusione tra i Fall River F.C. e i New York Soccer Club, precedentemente conosciuto come il New York Giants) tornò nel New England e unì gli Yank's ai Fall River Football Club.
I Whalers targati Mark vinsero l'American Soccer League nell'autunno 1931 e nella primavera 1932 e la Challenge Cup sempre del 1932, per poi fallire durante la stagione successiva dell'autunno 1932.

## Cronologia
| Anno                            | Lega  | Sta. reg.                 | N. Challenge Cup |
| ------------------------------- | ----- | ------------------------- | ---------------- |
| New Bedford FC (1913-1915)      |       |                           |                  |
| 1913-14                         | /     | /                         | Semifinale       |
| 1914-15                         | SNESL | 1°                        | Terzo turno      |
| New Bedford Whalers (1915-1918) |       |                           |                  |
| 1915-16                         | SNESL | /                         | Quarti di finale |
| 1916-17                         | SNESL | 1°                        | Last 32          |
| 1917-18                         | SNESL | /                         | First round      |
| New Bedford Whalers (1924-1931) |       |                           |                  |
| 1924-25                         | ASL   | 5°                        | non qualif.      |
| 1925-26                         | ASL   | 2°                        | Secondo turno    |
| 1926                            | ISL   | 3°                        | /                |
| 1926-27                         | ASL   | 4°                        | Quarti di finale |
| 1927-28                         | ASL   | 3° (andata); 1° (ritorno) | Primo turno      |
| 1928-29                         | ASL   | 5° (andata); 8° (ritorno) | /                |
| 1929                            | ESL   | 6° (ritorno)              | /                |
| Primavera 1930                  | ASL   | 2°                        | Secondo turno    |
| Autunno 1930                    | ASL   | 2°                        | /                |
| Primavera 1931                  | ASL   | 8°                        | Primo turno      |
| New Bedford Whalers (1931-1932) |       |                           |                  |
| Autunno 1931                    | ASL   | Campione                  | /                |
| Primavera 1932                  | ASL   | Campione                  | Vincitore        |
| Autunno 1932                    | ASL   | 8°                        | /                |

## Palmarès

### Competizioni nazionali
- U.S. Open Cup: 1

1932

### Altri piazzamenti
- American Soccer League:

Secondo posto: 1925-1926, 1927-1928
- Lamar Hunt U.S. Open Cup:

Semifinalista: 1913-1914

## Giocatori
New Bedford Whalers (1913-1918)
- Thomas Swords
- William Haworth
- Billy O'Toole
- Preston
- Clarke
- Holden
- Brown
- Jimmy Murphy
- Klemm
- Fredette
- Chadwick
- Beckton
- Mahan
- Raistrick
- Morgan
- Mahen

New Bedford Whalers (1924-1931)
- Bill Paterson
- Alec Lorimer
- Nicolas Stewart
- Red Ballantyne
- Sturdy Maxwell
- Mike McLeavy
- Walter Aspden
- Mike Bookie
- Gordon Burness
- Tom Florie
- Malcolm Goldie
- Johnny McGuire
- Arnie Oliver
- Tommy Steel
- Billy Wilson
- Harold Brittan
- Jerry Best
- Sam Chedgzoy
- Andy Stevens
- Ned Tate
- Bill Harper

New Bedford Whalers (1931-1932)
- Tom Florie
- Billy Gonsalves
- Werner Nilsen
- Johnny Reder
- Joe Kennaway
- Alex McNab
- Bill McPherson
- James White

## Stadio
Il Battery Park fu costruito nel 1924 in occasione della nuova fondazione dei New Bedford Soccer Club. Dal 1929 venne utilizzato dalla squadra locale di baseball fino al 1934.